# Бун (Айова)
Бун (англ. Boone) — місто (англ. city) в США, в окрузі Бун штату Айова. Населення — 12 460 осіб (2020).

## Географія
Бун розташований за координатами 42°2′58″ пн. ш. 93°52′22″ зх. д. / 42.04944° пн. ш. 93.87278° зх. д. (42.049371, -93.872728).  За даними Бюро перепису населення США в 2010 році місто мало площу 23,37 км², з яких 23,36 км² — суходіл та 0,01 км² — водойми.

## Демографія
Згідно з переписом 2010 року, у місті мешкала 12 661 особа в 5380 домогосподарствах у складі 3278 родин. Густота населення становила 542 особи/км².  Було 5917 помешкань (253/км²).
Расовий склад населення:
| - 96,7 % — білих - 0,8 % — чорних або афроамериканців - 0,4 % — азіатів - 0,3 % — корінних американців |

До двох чи більше рас належало 1,3 %. Частка іспаномовних становила 2,0 % від усіх жителів.
За віковим діапазоном населення розподілялося таким чином: 23,5 % — особи молодші 18 років, 60,3 % — особи у віці 18—64 років, 16,2 % — особи у віці 65 років та старші. Медіана віку мешканця становила 38,1 року. На 100 осіб жіночої статі у місті припадало 95,6 чоловіків;  на 100 жінок у віці від 18 років та старших — 91,7 чоловіків також старших 18 років.
Середній дохід на одне домашнє господарство  становив 56 223 долари США (медіана — 46 486), а середній дохід на одну сім'ю — 71 687 доларів (медіана — 62 962). Медіана доходів становила 44 402 долари для чоловіків та 32 467 доларів для жінок. За межею бідності перебувало 10,9 % осіб, у тому числі 12,2 % дітей у віці до 18 років та 5,3 % осіб у віці 65 років та старших.
Цивільне працевлаштоване населення становило 6491 осіб. Основні галузі зайнятості: освіта, охорона здоров'я та соціальна допомога — 28,0 %, роздрібна торгівля — 15,2 %, виробництво — 11,8 %.